# أمير العمري
أمير العمري كاتب وناقد سينمائي مصري تخرج في كلية الطب بجامعة عين شمس عام 1976، ثم حصل على دورات دراسية في السينما بمعهد الفيلم البريطاني، وجصل على كورسات في الصحافة والتليفزيون في لندن، وهو مؤسس موقع عين على السينما.

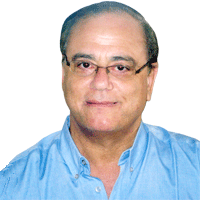
أمير العمري

## مسيرته المهنية
- عمل أمير العمري في مجال الصحافة كمحرر لصفحة الفنون والسنيما كما كتب للعديد من الصحف والمجلات والمواقع المصرية والعربية من بينها صحيفة الشرق الأوسط، وجريدة الحياة اللندنية، وجريدة القدس العربي، وجريدة العرب، وجريدة المستقلة، ومجلة المجلة، وجريدة الدستور، ومجلة المشاهد، وجريدة هنا لندن، ومجلة الطليعة، ومجلة أدب ونقد، وجريدة الأهالي، وجريدة المحيط الثقافي، وجريدة روز اليوسف، ومجلة الكواكب، وجريدة العربي الناصري، وجريدة البديل، ومجلة الهلال، وجريدة الكرامة، وجريدة الرأي الأردنية، وجريدة الشاشتان الجزائرية، ومجلة الفن السابع التونسية، ومجلة الحياة السينمائية السورية، ومجلة دراسات سينمائية المغربية، وجريدة الاتحاد الإماراتية، ومجلة الفنون الكويتية.
- عمل كمحرر لصفحة السينما في موقع بي بي سي العربية التابع لهيئة الإذاعة البريطانية.
- عمل في عدد من قنوات التليفزيون العربية من بينها الجزيرة، أبوظبي، شبكة الأخبار العربية، والقسم العربي من الإذاعة البريطانية.
- شغل أمير العمري منصب رئيس جمعية نقاد السينما المصريين في الفترة ما بين عامي 2001 2003، ورئيس تحرير مجلة السينما الجديدة عامي 2002 و2003، وكان مديرا لمهرجان الاسماعيلية السينمائي للأفلام الوثائقية والقصيرة في دورته لعام 2001، ثم لدورة عام 2012 كما أنه عضو بلجان التحكيم في عدد من المهرجانات السينمائية المحلية والدولية.

- حصل على جائزة "القلم الذهبي" لأفضل مقال في النقد السينمائي عن مقاله عن الفيلم الفلسطيني "الزمن الباقي" لإيليا سليمان من مهرجان وهران 2009.
- كرمته "جمعية الفيلم" في القاهرة، أعرق جمعية للثقافة السينمائية في مصر، ضمن تكريم عدد من السينمائيين الذين أثروا الثقافة السينمائية والسينما المصرية- عام 2019.
- أصدر أكثر من 35 كتابا في النقد السينمائي، وأدب الرحلات، والسيرة الذاتية، وكتابا عن ظاهرة الشيخ إمام، كما ترجم أكثر من كتاب. صدرت كتبه في القاهرة والشارقة وبيروت وعمان، وطبعت بعض كتبه أكثر من طبعة واحدة. ومنها:

- سينما الهلاك.. اتجاهات واشكال السينما الصهيونية: صدر عام 1993 عن دار سينا للنشر والتوزيع بالقاهرة.[3]
- إتجاهات في السينما المعاصرة: صدر عام 1993 عن الهيئة الصرية العامة للكتاب بالقاهرة.[4]
- هموم السينما العربية: صدر عام 1999 عن الهيئة العامة لقصور الثقافة بالقاهرة.
- السينما الصينية الجديدة: صدر عام 2001 عن المجلس الأعلى للثقافة بالقاهرة.[5]
- كلاسيكيات السينما التسجيلية: صدرت عام 2004 عن المجلس الأعلى للثقافة بالقاهرة.
- الشيخ إمام في عصر الثورة والغضب: صدر عام 2009 عن مكتبة مدبولي للنشر والتوزيع بالقاهرة.[6]
- شخصيات وأفلام من عصر السينما: صدر عام 2009 عن مكتبة مدبولي للنشر والتوزيع بالقاهرة.[7]
- حياة في السينما: صدر عام 2010 عن مكتبة مدبولي للنشر والتوزيع بالقاهرة.[8]
- سينما الخوف والقلق: صدرت عام 2013 عن الهيئة العامة لقصور الثقافة بالقاهرة.[9]
- السينما بين الواقع والخيال: صدر عام 2015 عن دائرة الثقافة والإعلام التابعة لحكومة الإمارات العربية المتحدة.[10]
- العالم في حقيبة سفر: صدرت عام 2018 عن المؤسسة العربية للدراسات والنشر بالقاهرة.[11]
- السينما العربية خارج الصندوق: صدر عام 2020 عن مؤسسة بتانة الثقافية للنشر والتوزيع بالقاهرة.[12]
- عصر نادي السينما: صدر عام 2021 عن الهيئة المصرية للكتاب بالقاهرة.[13]
- فيديريكو فيلليني: جنون السينما: صدر عام 2020 عن المؤسسة العربية للدراسات والنشر، بيروت. [14]
- عالم سينما المؤلف: صدر عام 2020 عن مؤسسة بتانة للنشر بالقاهرة. [15] [16]
- حياة في السينما: صدر عام 2010 عن مكتبة مدبولي للنشر والتوزيع بالقاهرة. [17]
- أشكال واتجاهات الفيلم التسجيلي: صدر عام 2021 عن دار خطوط وظلال، عمان (الأردن).
- أفلامكم تشهد عليكم: صدر عام 2021 عن دار خطوط وظلال، عمان الأردن.
- كلاسيكيات السينما العالمية: صدر عام 2021 عن خطوط وظلال، عمان، الأردن.
- سيرجيو ليوني وسينما الويسترن اسباجيتي: صدر عام 2021 عن دار المرايا بالقاهرة. [18]
- السينما والعالم: صدر عام 2020 عن مركز إنسان، القاهرة.
- أسرار الفيلم التسجيلي: صدر عام 2020 عن دار إنسان، القاهرة.
- العالم في حقيبة سفر، المؤسسة العربية للدراسات والنشر، بيروت، 2018. [19]
- عين على السينما وعين على النقد (إعداد وتحرير): كتاب إلكتروني صدر عام 2022 من إصدارات موقع «عين على السينما».
- سينما أوليفر ستون (ترجمة)، المجلس الأعلى للثقافة، المشروع القومي للترجمة، القاهرة 2000.[20]
- مارتن سكورسيزي: سينما البطل المأزوم، مهرجان الأفلام السعودية، الدمام، دار رشم الممكلة العربية السعودية، 2022. [21] [22]
- وودي ألن: ضخك وفلسفة، جسور الثقافة للنشر والتوزيع، الخبر، الممكلة العربية السعودية، 2023 [23]
- محاورات في السينما- إصدارات موقع "عين على السينما"- 2021.
- السينما الأخرى: اتجاهات جديدة في سينما المؤلف- مركز نظر 2024
- الحياة كما عشتها: أحداث ومواقف وشخصيات (كتاب في السيرة الذاتية والمذكرات)- مركز نظر 2024. [24]